# Burlington (Oklahoma)
Burlington és una població dels Estats Units a l'estat d'Oklahoma. Segons el cens del 2000 tenia 156 habitants.

## Demografia
Segons el cens del 2000, Burlington tenia 156 habitants, 60 habitatges, i 48 famílies. La densitat de població era de 223,1 habitants per km².
Dels 60 habitatges en un 40% hi vivien nens de menys de 18 anys, en un 73,3% hi vivien parelles casades, en un 5% dones solteres, i en un 20% no eren unitats familiars. En el 20% dels habitatges hi vivien persones soles el 16,7% de les quals corresponia a persones de 65 anys o més que vivien soles. El nombre mitjà de persones vivint en cada habitatge era de 2,6 i el nombre mitjà de persones que vivien en cada família era de 2,96.
Per edats la població es repartia de la següent manera: un 25,6% tenia menys de 18 anys, un 7,1% entre 18 i 24, un 25% entre 25 i 44, un 25% de 45 a 60 i un 17,3% 65 anys o més.
L'edat mediana era de 41 anys. Per cada 100 dones de 18 o més anys hi havia 100 homes.
La renda mediana per habitatge era de 34.375 $ i la renda mediana per família de 34.844 $. Els homes tenien una renda mediana de 28.125 $ mentre que les dones 17.500 $. La renda per capita de la població era de 17.234 $. Cap de les famílies i l'1,2% de la població estaven per davall del llindar de pobresa.

## Poblacions més properes
El següent diagrama mostra les poblacions més properes.